# Goldrush

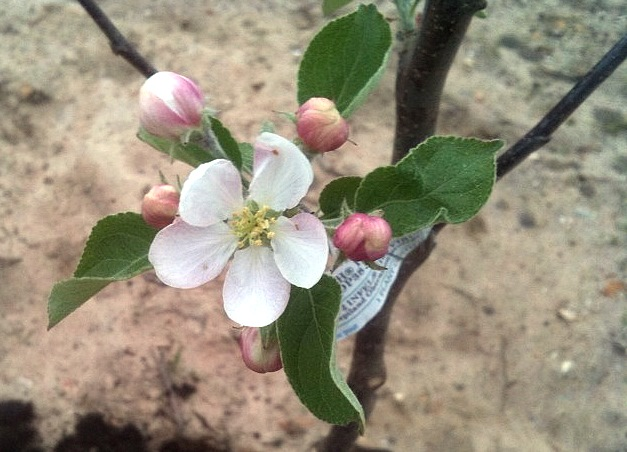
Fleur de pommier GoldRush.

La Goldrush (« ruée vers l'or », en anglais) est un cultivar de pommier domestique.

## Description
Comme son nom l'indique, l'épicarpe de la pomme Goldrush est jaune rustique. Sa pelure est mince, mate et porte des lenticelles liégées assez distinctes qui lui donnent un fini quelque peu rugueux qui ne devient pas cireux. Son aspect esthétique varie.
La pomme Goldrush est de calibre moyen à petit (ovale d'environ 7 cm de diamètre et 6,5 cm de hauteur).
Sa saveur offre un bon mélange complexe et épicé, quelque peu acidulé, avec une forte teneur en sucre. Elle devient moins acidulé avec le temps. C'est une pomme de table. La chair jaune clair est ferme, sèche et un peu grossière.

## Origine
Cette variété a été obtenue par croisement aux États-Unis en 1980. La variété a été retenue en 1994 dans le cadre du programme de sélection américain PRI (Purdue/Rutgers/Illinois).

## Parenté
Le cultivar est répertorié PRI 2750-6 et provient bien du croisement réel Golden Delicious x Co-op 17 (PRI 1689-110) (pollen) .
Certains Européens, dans une publication douteuse, prétendent que c'est l'inverse et donc que le gène Vf n'aurait pas été apporté par le pollen.[réf. nécessaire]
Coop 17 x Golden Delicious[réf. incomplète].

## Pollinisation
La Goldrush est une variété diploïde à bon pollen.
Groupe de floraison : D (deux jours après Golden Delicious). La floraison est mi-tardive.
La variété est pollinisée par Crimson Crisp (coop39), Calville blanc d'hiver, Elstar, Esopus Spitzenburg, Fuji, Gala, Golden Delicious, Reinette dorée, Kandil Sinap, Pinova, Red Delicious, Rubinette, Topaz, Rajka.

## Culture
Les arbres sont très bien pourvus en dards, légèrement dressés, moyennement vigoureux et peu ramifiés (type "spur"); ils ont fortement tendance à produire un axe central. Il est nécessaire d'éclaircir pour obtenir des fruits d'un calibre adéquat, et pas d'alternance. Même après entreposage, la qualité et la fermeté des fruits demeurent excellentes.
Le cultivar Goldrush est résistant à la tavelure du pommier (grâce au gène Vf dérivé du Malus floribunda 821) mais, il est sensible à la rouille grillagée; il est moyennement résistant au feu bactérien et à l'oïdium. Bonne résistance au puceron cendré du pommier.
En raison de sa récolte tardive, la Goldrush ne devrait être cultivée que dans les régions où la saison est assez longue pour permettre un nombre adéquat de degré jour de croissance. Sa mise à fruit est précoce et elle donne de bons rendements réguliers.
Le fruit vient à maturité de trois à quatre semaines après la Red Delicious (soit début novembre); il a une excellente texture.
Durée de conservation : en entreposage jusqu'à sept mois à l'air (à 0 °C) et plus de dix mois en atmosphère contrôlée. Les fruits se conservent bien, mais il faut maintenir une bonne teneur en humidité pour en éviter le flétrissement.